# Bhagat Singh Koshyari
Bhagat Singh Koshyari (hindi: भगत सिंह कोश्यारी), född 17 juni 1942 i Bageshwar, Förenade provinserna, Brittiska Indien (numera Uttarakhand, Indien) är guvernör för Maharashtra sedan 5 september 2019. Han är medlem i Bharatiya Janata Party.
Koshyari har tidigare varit verksam som lärare och journalist. Han har hållit olika politiska poster och ämbeten sedan 1997. Han har suttit som ledamot i både Lok Sabha (Indiska parlamentets underhus) 2014-2019 och Rajya Sabha (Indiska parlamentets överhus) 2008-2014.